# Villa Massimo
Villa Massimo era una delle maggiori ville suburbane situate lungo la via Nomentana di Roma
La tenuta si estendeva per oltre venticinque ettari ed era compresa tra la Villa Torlonia e l'odierna piazza Bologna.
La progressiva urbanizzazione della zona, avvenuta nella prima metà del Novecento, ha comportato la scomparsa di gran parte della proprietà. Le uniche aree che mostrano l'aspetto originario dei luoghi sono il parco dell'Accademia Tedesca Villa Massimo, il casino e la pineta pubblica del viale di Villa Massimo.

## La tenuta

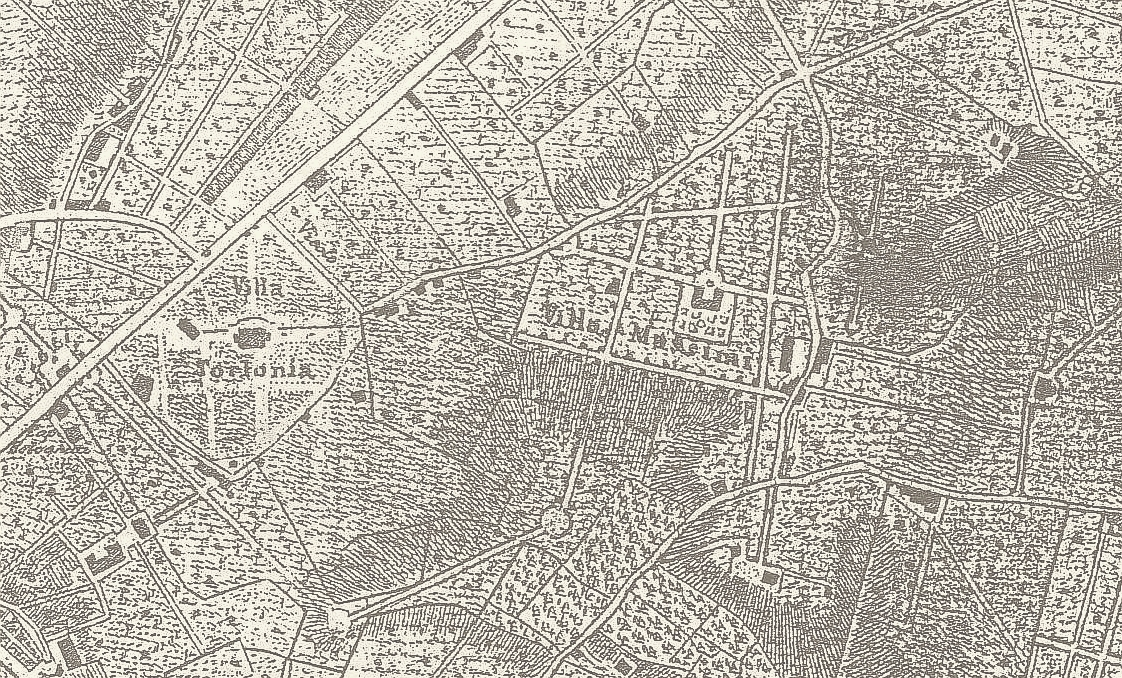
Pianta della Congregazione del Censo, 1832

Il territorio della tenuta si costituì, a partire dal Cinquecento, attraverso una serie di acquisti compiuti dalla famiglia Massimo di vigne e canneti. Al momento della sua massima espansione confinava verso nord con il vicolo di Pietralata (ora via G. B. de Rossi), a sud e est con il vicolo di Sant’Agnese (che corrisponde all'attuale asse viario XXI Aprile-Piazza Bologna-via Ravenna-via Catanzaro) ed a ovest con la Villa Torlonia.
Il fondo era formato da terreni seminativi, pascoli e boschi, oltre che da un casino padronale e da una serie di edifici rustici. Nelle vicinanze del fabbricato principale la proprietà era suddivisa, tramite una fitta trama di viali ortogonali, in lotti di terreno coltivati a vigna.
L'ingresso principale della villa, descritto per la prima volta nella pianta del Nolli del 1748, era su via Nomentana, su un fronte di circa settanta metri. Da qui partiva un lungo viale d'accesso che correva in un'area di passaggio stretta fra le proprietà Torlonia e Bolognetti; una volta superata la strettoia il viale girava verso est sino a raggiungere l'area padronale. Il caratteristico andamento a gomito del tracciato corrisponde alle attuali vie Spallanzani, Siracusa e di Villa Massimo.

## La lottizzazione

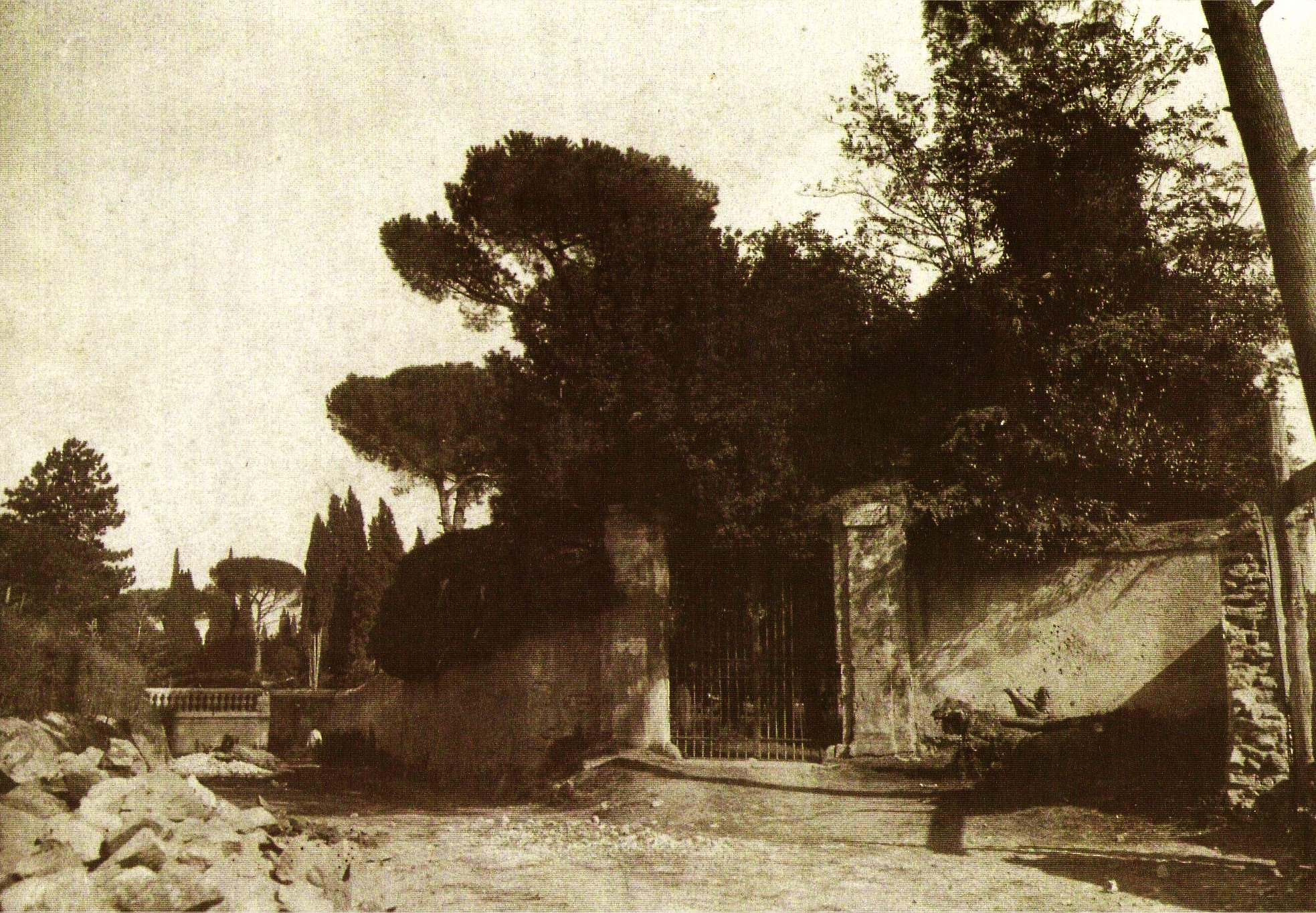
Ingresso della Villa Ricotti sul vicolo di Pietralata, 1910 circa

La febbre edilizia che seguì alla proclamazione di Roma a Capitale d'Italia segnò la fine della Villa Massimo.
In particolare, la proprietà fu venduta nel 1882 da Emilio Massimo e da sua madre Ippolita Boncompagni Ludovisi, ultimi rappresentanti del ramo dei Massimo di Rignano, alla nobildonna francese Henriette Kellerman, figlia del terzo duca di Valmy, che era molto vicina alla corte dei Savoia.
Nel giro di pochi anni i terreni furono rivenduti, per un valore cinque volte superiore, a due cordate di imprenditori. La prima che faceva capo al costruttore ticinese Enrico Maraini ed a un gruppo di banche del nord Italia, investì in un'area di ridotte dimensioni in prossimità dell'ingresso sulla via Nomentana. La zona si sviluppò molto rapidamente intorno alla nuova via Spallanzani, con prevalenza della tipologia edilizia a villino.
La gran parte dell'appezzamento fu invece acquistato dal piemontese Giulio Ricotti, in proprio ed in rappresentanza del politico Sidney Sonnino e della ditta Rodocanacchi di Livorno. Complice la crisi del mercato immobiliare, l'area che era più periferica si sviluppò lentamente; al punto che fino alla divisione operata dall'architetto Pio Piacentini nel 1908, il terreno rimase a destinazione agricola e indiviso.
Negli anni successivi sul lotto di Ricotti, che comprendeva il casino padronale, si venne a creare una villa a sé stante di quasi sei ettari con accesso dal vicolo di Pietralata (dove ora inizia la via di Villa Ricotti); mentre su quello di Sonnino, il finanziere Eduard Arnhold edificherà, su progetto dello svizzero Massimiliano Zürcher, un'accademia per i giovani artisti tedeschi.

## Il Casino (Villa Ricotti)

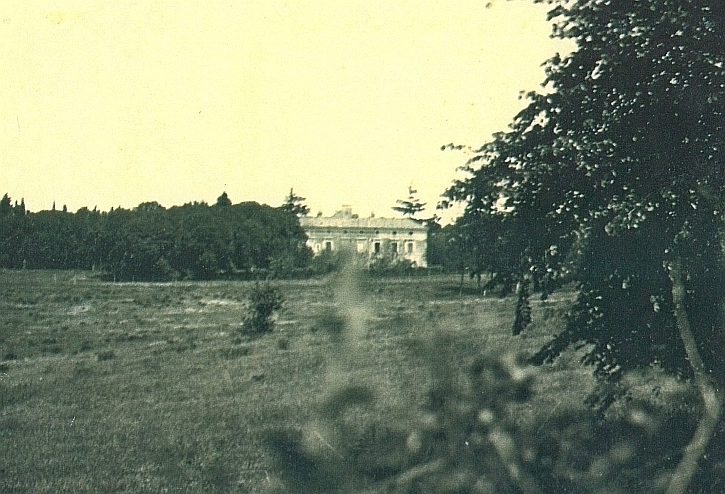
Terreno della Villa Massimo, 1890 circa, sullo sfondo il casino

L'unico edificio della Villa Massimo che ha conservato le sue caratteristiche originarie, assegnabili alla prima metà del Settecento, è il casino, sito in via di Villa Ricotti. Il fabbricato, a due piani e mezzanino, è formato da un corpo centrale sormontato da torretta belvedere e da due avancorpi laterali molto pronunciati, di cui uno con arcate per il passaggio pedonale. Sul piazzale antistante alla facciata era presente una fontana di epoca romana, trasferita in seguito nella Villa Abamelek del Gianicolo, residenza della'ambasciatore di Russia. Il retro era arricchito da un giardino con parterre all'italiana.

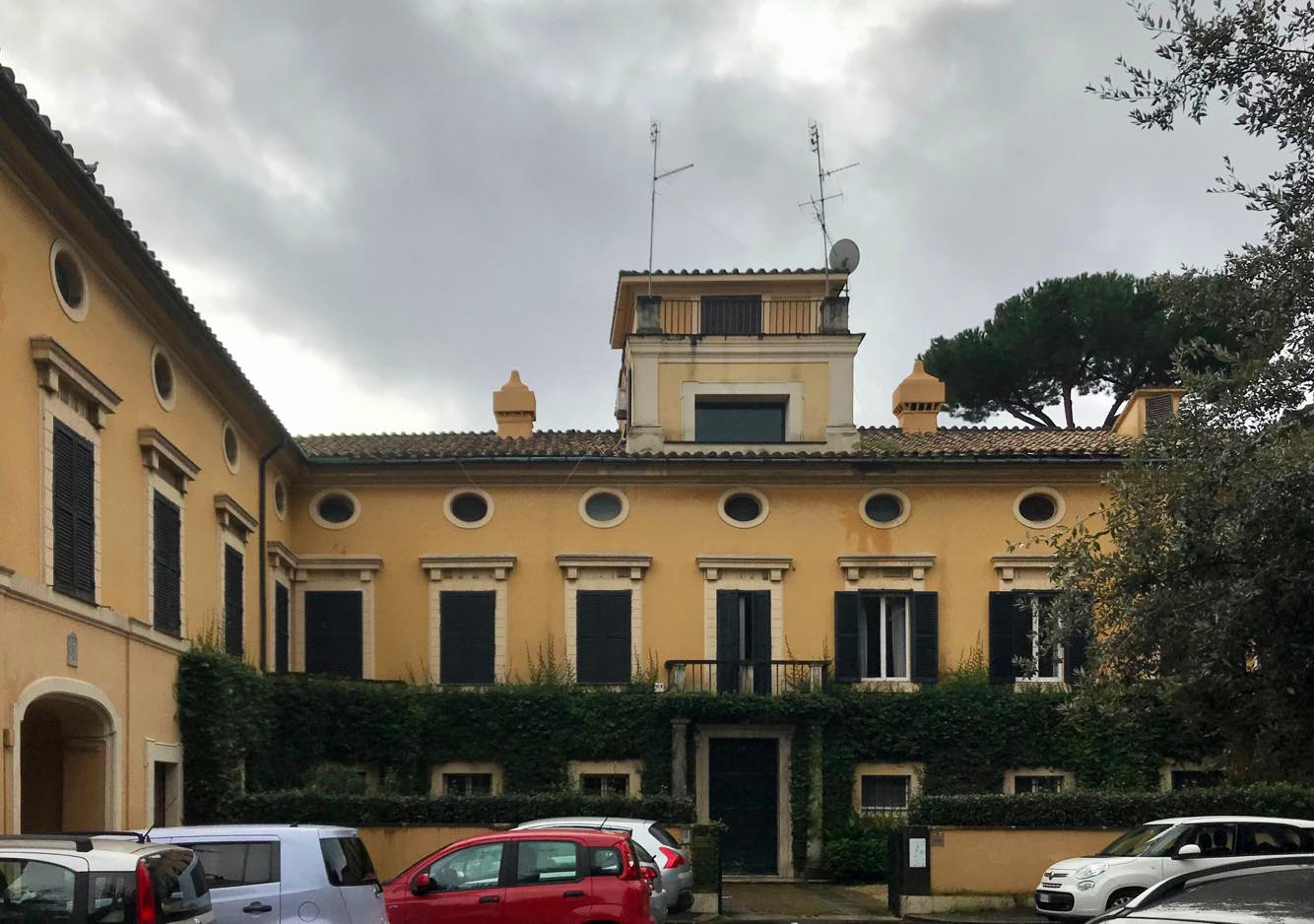
Casino della Villa Massimo, nel quartiere Nomentano

Alla fine degli anni trenta, una volta terminata la costruzione del quartiere Nomentano, la villa fu ristrutturata dall'architetto Michele Busiri Vici per adattarla alle esigenze cittadine.
Nel 1914, nella palazzina fu istituita, su impulso dell'attrice Eleonora Duse, una casa della cultura per aiutare le giovani artiste esordienti. Negli anni venti è stata residenza del ministro e diplomatico Carlo Sforza. Tra gli anni cinquanta e settanta è stata sede dell'Ambasciata d’Algeria, e nel'estate del 1975 fu colpita da un attentato compiuto materialmente da italiani fuoriusciti dall'organizzazione paramilitare OAS che in quegli anni tentava una campagna di destabilizzazione del governo algerino.

## La Pineta di Villa Massimo
Unico spazio verde aperto al pubblico è la Pineta di Villa Massimo, all'angolo tra Via di Villa Massimo e Via Ravenna. 
La pineta è un'area di proprietà comunale (7.300 mq)  ed è sottoposta a un doppio regime di tutela: il vincolo paesaggistico apposto con Decreto Ministeriale del 23 febbraio 1927, che ne riconosce «la non comune bellezza», e perché appartiene alla categoria di «area boscata» tutelata dalla legge n. 42/2004. 
Nonostante questo, per molti anni il parco è stato chiuso a causa di lavori abusivi fatti da un concessionario. 
Degli 80 pini presenti nel 2015, ora ne sono rimasti solo 22. Sono presenti  pini, tigli, lecci, sugheri, carrubi e cipressi. 
Il parco è ufficialmente denominato "Giardino Giuseppe de Meo".

## L'Accademia Tedesca Roma Villa Massimo

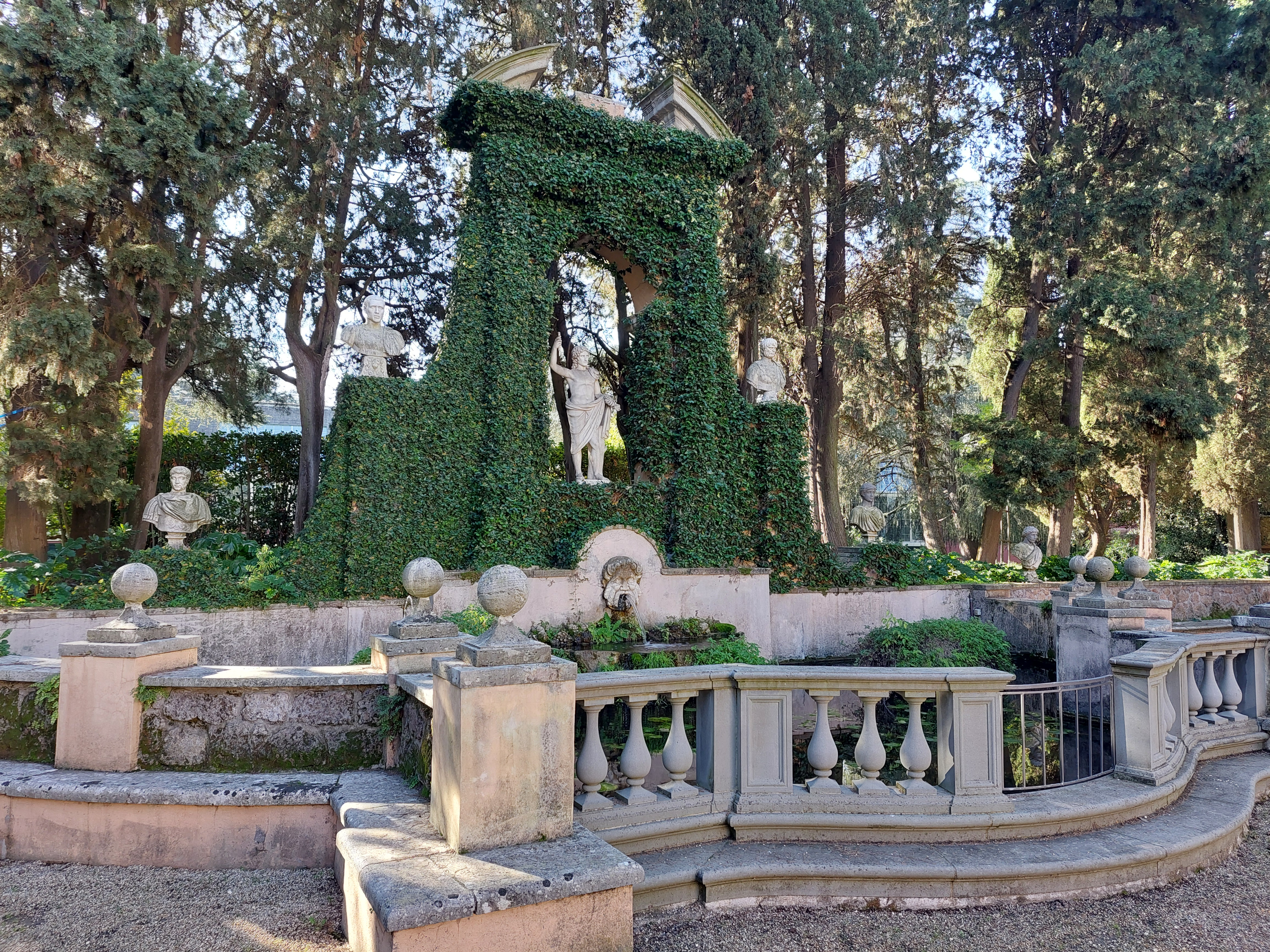
Fontana antistante la sede dell'Accademia Tedesca

Edificata tra il 1910 ed il 1914 sull'appezzamento di terreno facente parte di Vigna Massimo, l'Accademia Tedesca venne donata da Arnhold allo stato prussiano nel 1913, anno in cui furono accolti in residenza i primi artisti tedeschi selezionati dall'Accademia delle Arti di Prussia. L'Accademia Tedesca, oggi proprietà del governo tedesco, istituisce delle borse che costituiscono il riconoscimento più importante per artisti tedeschi all'estero. A Villa Massimo vengono ospitati ogni anno dieci artisti, a cui vengono messi a disposizione un appartamento ed un atelier per un totale di dieci mesi. Altre due borse vengono poi assegnate per l'Accademia Tedesca di Roma Casa Baldi, con sede ad Olevano Romano. L'Accademia Tedesca Roma Villa Massimo gestisce inoltre Villa Serpentara (sempre ad Olevano Romano), che offre ospitalità ad artisti inviati dall'Akademie der Künste di Berlino. L'Accademia Tedesca Roma Villa Massimo organizza numerose conferenze, concerti, incontri culturali, dando la possibilità agli artisti residenti di immergersi nel mondo artistico romano (e, più in generale, italiano) e di far conoscere i propri progetti artistici. Joachim Blüher è stato direttore dell'Accademia dal 2002 fino all'inizio di luglio 2019, quando si è insediata la nuova direttrice, Julia Draganović.

## Rilievi topofotografici

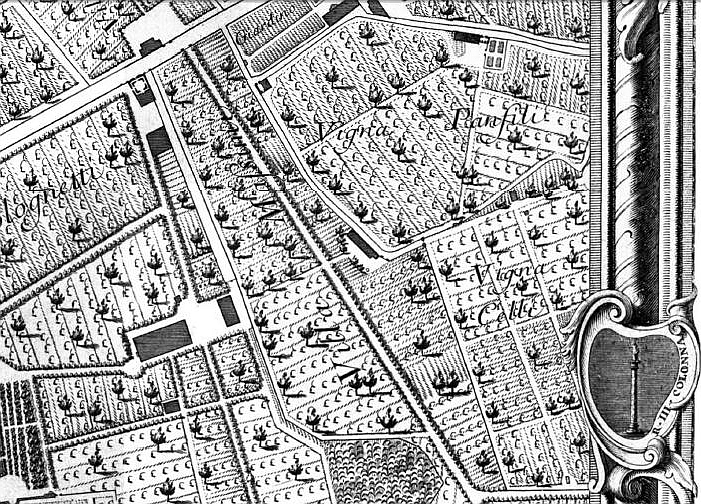
Pianta del Nolli, 1748, ingresso sulla via Nomentana
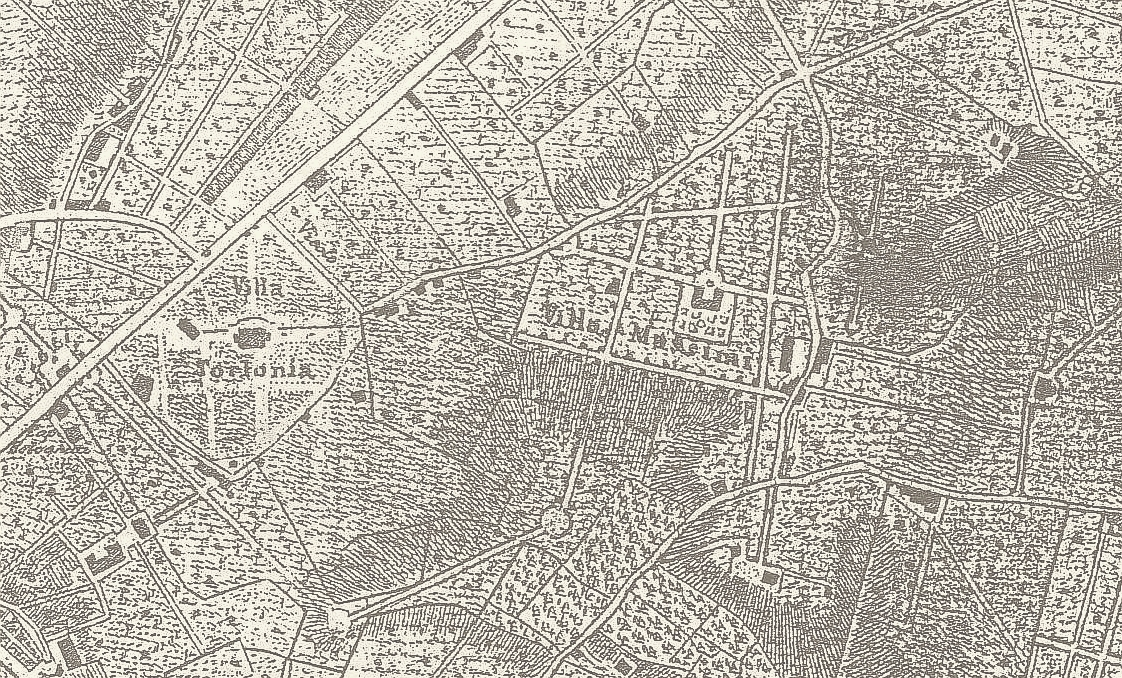
Pianta della Congregazione del Censo, 1832
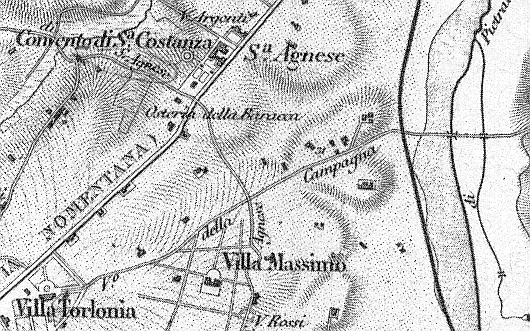
Pianta dello Stato Maggiore francese, 1868
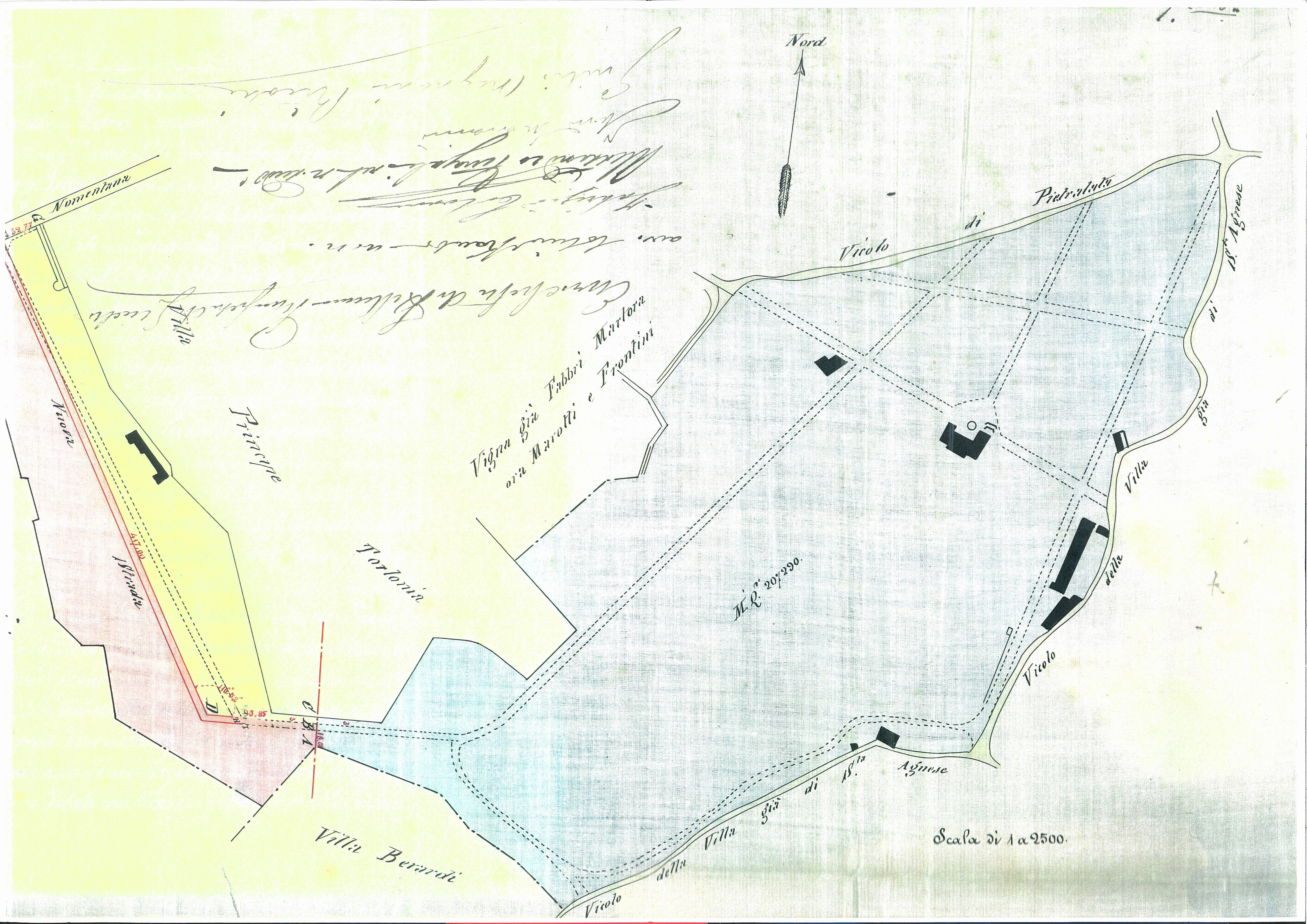
Pianta allegata al rogito, 1887
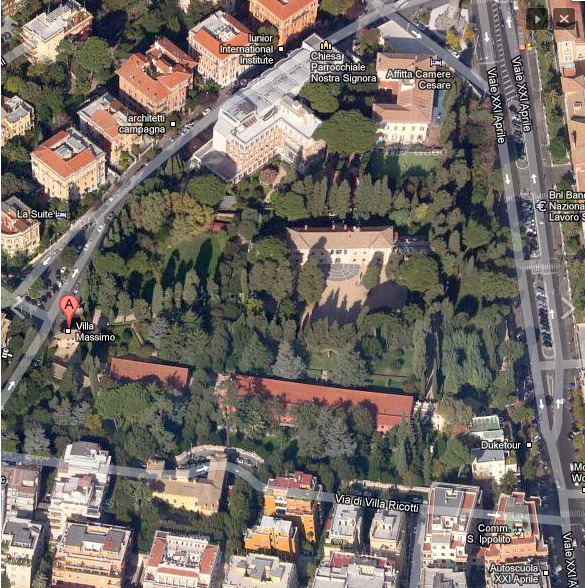
Villa Massimo accademia tedesca veduta aerea
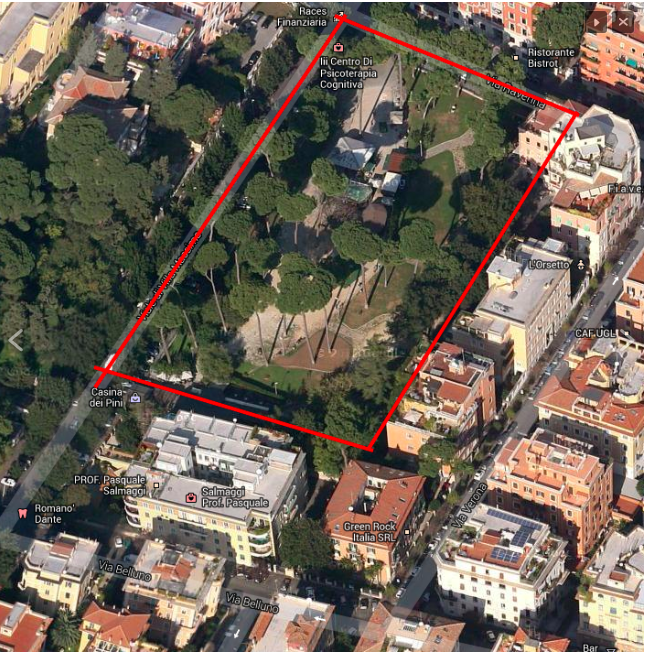
Pineta di Villa Massimo dall'alto